# راشد عبد العزيز الراشد
راشد عبد العزيز الراشد (1934 -)، دبلوماسي كويتي، ووزير الدولة لشؤون مجلس الوزراء السابق مُنذ 1985 حتى 1988.

## السيرة الشخصية
ولد بالكويت في مدينة الكويت عام 1934، شغل منصب وزير الدولة لشؤون مجلس الوزراء عام (1985) في الحكومة الحكومة الكويتية الثالثة عشر في تاريخ دولة الكويت منذ الاستقلال عام 1961، التحق بوزارة الأشغال في الخمسينات وعمل في سكرتارية دولة الكويت عام 1960، وعين مديراً للإدارة السياسية عندما أنشئت وزارة الخارجية، وترأس وفد الكويت الدائم للأمم المتحدة عام 1963، وعين وكيلاً لوزارة الخارجية عام 1967، ثم وزيراً للدولة لشؤون مجلس الوزراء عام 1985، حاصل على شهادة الماجستير في الإدارة العامة من جامعة كليرمونت عام 1958.